# Леонид Утьосов
Леонид Осипович Утьосов (на руски: Леони́д О́сипович Утёсов; 1895 – 1982), с истинско име Лазар Йосифович Вайсбейн (Ла́зарь (Ле́йзер) Ио́сифович Вайсбе́йн), е съветски поп певец, диригент, актьор.
Той е първият поп изпълнител, удостоен със званието „Народен артист на СССР“ (1965).

## Биография
Лазар Вайсбейн е роден в Одеса в многодетното еврейско семейство на дребния търговец Осип Калманович Вайсбейн и съпругата му Малка Мойсеевна Граник. Лазар свири на цигулка и учи, но не успява да завърши Търговското училище в родния си град, тъй като е изключен. Участва в гимнастически представления и театрални миниатюри, като за първи път ползва псевдонима Леонид Утьосов. Преди революцията от 1917 г. вече играе в редица театри в Одеса, Херсон, Гомел и в пътуващи трупи. През 1919 г. дебютира в киното във филма „Лейтенант Шмидт – борец за свобода“.
През 20-те години Утьосов играе на сцени в Москва, Ленинград и Рига, а в Париж като зрител влиза в съприкосновение с джаз музиката на Тед Луис. Завръща се у дома, където създава ансамбъла „Теа-джаз“ и заедно с Исак Дунаевски създават серия джазови композиции, базирани на руска, украинска и еврейска фолклорна музика.

## Филмография
| Филм                                 | Година на издаване | Продукция | Награди | Роля                   |
| „Лейтенант Шмидт – борец за свобода“ | 1919               | СССР      |         | адвокат Зарудний       |
| „Търговски дом „Антанта и К°“        | 1923               | СССР      |         | Петлюра                |
| „Кариерата на Спирка Шпандир“        | 1926               | СССР      |         | Спирка Шпандир         |
| „Чужди“                              | 1928               | СССР      |         | червеноармеецът Егоров |
| „Веселите момчета“                   | 1934               | СССР      |         | Костя Потехин          |

### Избрани песни от репертоара на Утьосов[2]

#### Гоп со смыком (репертоар1929–1933)
1. Где б ни скитался я
2. С Одесского кичмана
3. Гоп со смыком
4. Морской блюз
5. Контрабандисты
6. Конго
7. Пока
8. Бублички
9. Русская рапсодия
10. Украинская рапсодия
11. Еврейская рапсодия
12. Еврейская рапсодия
13. Счастливый путь

#### Лимончики (репертоар1933–1937)
1. Садко
2. Риголетто
3. Евгений Онегин
4. У самовара
5. Лимончики
6. У окошка
7. Джаз-болельщик
8. Качели
9. Марш весёлых ребят
10. Сердце
11. Песня о стрелках
12. Тюх-тюх
13. Негритянская любовь
14. Лейся, песня
15. Песня о Каховке
16. Борода
17. Кооперативная колыбельная
18. Добрая ночь

#### Полюшко-поле (репертоар1937–1938)
1. Прощальная комсомольская
2. Матрос Железняк
3. Полюшко-поле
4. Тачанка
5. Два друга
6. То не тучи – грозовые облака
7. Степная кавалерийская
8. Гренада
9. Счастливая станица
10. Девушка
11. Маркиза
12. Палач и шут
13. Скажите, девушки
14. Снежок
15. Родная
16. Портрет
17. Утро и вечер
18. Будьте здоровы

#### Пара гнедых (репертоар1937–1940)
1. Раскинулось море широко
2. Моряки
3. Краснофлотская
4. Баллада о неизвестном моряке
5. Краснофлотский марш
6. Теплоход „Комсомол“
7. Акула
8. Сулико
9. Пара гнедых
10. Тайна
11. Му-му
12. Десять дочерей
13. Бубенцы звенят-играют
14. Пароход

#### Жди меня (репертоар1939–1942)
1. Парень кудрявый
2. Коса
3. Дядя Эля
4. Если любишь, найди
5. Улыбка
6. Луч надежды
7. Лётная песенка
8. Песня старого извозчика
9. Жди меня
10. Партизанская тихая
11. Привет морскому ветру
12. Будьте здоровы (военные куплеты)
13. В землянке
14. Барон фон дер Пшик
15. Тёмная ночь
16. Гитлеровский вор („Воро-воро“);

#### Одессит Мишка (репертоар1942–1945)
1. О чём ты тоскуешь, товарищ моряк?
2. Одессит Мишка
3. Синеглазая морячка
4. Заветный камень
5. Молчаливый морячок
6. Партизанская борода
7. Песенка о нацистах
8. Песенка военных корреспондентов
9. На Унтер ден Линден (Собачий вальс)
10. Под звёздами балканскими
11. Бомбардировщики
12. Случайный вальс
13. Дорога на Берлин
14. Второе сердце
15. Солдатский вальс
16. Шёл старик из-за Дуная
17. Сторонка родная
18. Здравствуй, здравствуй
19. Танго и фокс „Сильва“

#### Лунная рапсодия (репертоар1945–1947)
1. Дедушка и внучка
2. Студенческий вальс
3. Лунная рапсодия
4. Любовью все полно
5. Дождь
6. В метель
7. Жёлтые листья
8. Три внука
9. Трёхрядка
10. Нет, не забудет солдат
11. Старая матросская песня
12. Домик на Лесной
13. Когда проходит молодость

#### Дорогие москвичи (репертоар1947–1949)
1. Днём и ночью
2. Окраина
3. Я – демобилизованный
4. Бывший фронтовик
5. Вася Крючкин
6. Минёр
7. Прогулка
8. Бывалый матрос
9. Старушки-бабушки
10. Два болельщика
11. Золотые огоньки
12. Родные берега
13. Тем, кто в море
14. Матросская гитара
15. Разговор
16. Дунайские волны
17. Ласточка-касаточка
18. Я живу, чтобы песня жила
19. Песня американского безработного
20. Азербайджанская песня о Москве
21. Весёлый постовой
22. Дорогие москвичи

#### У Чёрного моря (репертоар1948–1953)
1. Встреча друзей
2. Вернулся я на Родину
3. Мой сын
4. Жарко
5. Сам собою я хороший
6. Песня о полярной дружбе
7. Родная морская
8. Кейси Джонс
9. Умный ишак
10. Танцкласс
11. За городской заставою
12. Песенка шофёра
13. Автоболельщик
14. Песня верной любви
15. Ленинградские ночи
16. У Чёрного моря
17. Сталинградский вальс
18. Цимлянское море
19. Морская лирическая
20. О чём же ты задумалась
21. Куплеты Курочкина

#### Ах, Одесса моя (репертоар1954–1956)
1. Песня о ротном запевале;
2. Ляна
3. Ах, Одесса моя
4. Растаяла Одесса за кормою
5. Матросское сердце
6. Теплоход
7. Когда мы в море уходили
8. Ночью один
9. Волна
10. Когда Джонни возвратится домой
11. Любовная песня
12. Ленинградские мосты
13. Юбилейная фантазия

#### Одесский порт (репертоар1956–1957)
1. Два сольди
2. Одесский порт
3. Закон Архимеда наоборот
4. Романс Шельменко „Люблю я“
5. Куплеты Шельменко „Нэ кажи гоп“
6. Девушка и её спутники
7. Чаплиниана
8. Монтаниана (Старый скрипач; Большие бульвары)
9. Песни Поля Робсона (Миссисипи; Небо)
10. Счастье
11. Всюду вас ожидают друзья